# Mercedes-Benz W114
Mercedes-Benz W114/115 är en personbil, tillverkad av den tyska biltillverkaren Mercedes-Benz mellan december 1967 och december 1976.
I marknadsföringen användes ofta beteckningen ”/8” ( på tyska: Strich Acht), för att skilja bilen från föregångaren. Åttan syftar på årsmodell 1968. Den är även känd som ”kompakt”, eftersom yttermåtten är något mindre och nättare än W110. Passagerarutrymmet är trots det likvärdigt och på vissa håll till och med större, dock på bekostnad av bagageutrymmet.

## Motorer
Kompakten var den första Mercedes-modell som erbjöds med ett stort antal motoralternativ, en strategi som därefter fortsatt och som ledde till ett mycket stort modellprogram.
W115 betecknade de fyrcylindriga bensin- och dieselvarianterna samt den femcylindriga dieseln medan W114 var beteckningen på de sexcylindriga versionerna. Redan vid presentationen fanns sex motorer att välja på: 200 och 200D var basmodellerna, där dieselversionen såldes nästan enbart som taxi. Den mer anspråksfulle valde 220 eller 220D. Därutöver fanns sexorna 230 och 250. Insprutningsmotorn i 250CE såldes enbart i coupékarossen. 
2,5-litersmotorn M114 hade svårt att klara avgasreningskraven, främst på USA-marknaden och som svar införde Mercedes 2,8-litersmotorn M130 från 1970 som alternativ i 250:n. 
I april 1972 tillkom twin cam-sexan M110 i 280 och 280E. Samtidigt utgick M114 helt ur programmet. 
I samband med uppdateringen av modellserien i augusti 1973 ersattes 220 av 230.4 och en större dieselmotor tillkom med 240D. 
Sista motorvarianten blev den femcylindriga dieselmotorn i 240D 3.0, som introducerades i juli 1974.

### W115
Produktionen av W115 uppgick till 1 450 488 exemplar.
Versioner:
| Modell    | Årsmodell | Motor                     | Cylindervolym | Effekt | Bränslesystem       |
| --------- | --------- | ------------------------- | ------------- | ------ | ------------------- |
| 200       | 1968-76   | M115: 4-cyl radmotor ohc  | 1988 cm³      | 95 hk  | Stromberg-förgasare |
| 200 D     | 1968-76   | OM615: 4-cyl radmotor ohc | 1988 cm³      | 55 hk  | Bosch dieselpump    |
| 220       | 1968-73   | M115: 4-cyl radmotor ohc  | 2197 cm³      | 105 hk | Stromberg-förgasare |
| 220 D     | 1968-76   | OM615: 4-cyl radmotor ohc | 2197 cm³      | 60 hk  | Bosch dieselpump    |
| 230.4     | 1973-76   | M115: 4-cyl radmotor ohc  | 2307 cm³      | 110 hk | Stromberg-förgasare |
| 240 D     | 1974-76   | OM616: 4-cyl radmotor ohc | 2404 cm³      | 65 hk  | Bosch dieselpump    |
| 240 D 3.0 | 1975-76   | OM617: 5-cyl radmotor ohc | 3005 cm³      | 80 hk  | Bosch dieselpump    |

### W114
Produktionen av W114 som är de sexcylindriga versionerna uppgick till 401 520 sedaner och 67 048 coupéer.
Versioner:
| Modell       | Årsmodell | Motor                     | Cylindervolym | Effekt | Bränslesystem            |
| ------------ | --------- | ------------------------- | ------------- | ------ | ------------------------ |
| 230          | 1968-73   | M180: 6-cyl radmotor ohc  | 2281 cm³      | 120 hk | Dubbla Zenith-förgasare  |
| 230.6        | 1973-76   | M180: 6-cyl radmotor ohc  | 2281 cm³      | 120 hk | Dubbla Zenith-förgasare  |
| 250/250 C    | 1968-72   | M114: 6-cyl radmotor ohc  | 2496 cm³      | 130 hk | Dubbla Zenith-förgasare  |
| 250 CE       | 1968-72   | M114: 6-cyl radmotor ohc  | 2496 cm³      | 150 hk | Bosch bränsleinsprutning |
| 250/250 C    | 1970-76   | M130: 6-cyl radmotor ohc  | 2778 cm³      | 130 hk | Dubbla Zenith-förgasare  |
| 280/280 C    | 1972-76   | M110: 6-cyl radmotor dohc | 2746 cm³      | 160 hk | Enkel Solex-förgasare    |
| 280 E/280 CE | 1972-76   | M110: 6-cyl radmotor dohc | 2746 cm³      | 185 hk | Bosch bränsleinsprutning |

## Karosser
Sedan-karossen introducerades i januari 1968. Den erbjöds med alla tillgängliga motorer, förutom M114 med insprutning. De två 250- och 280-modellerna skiljde sig från sina enklare syskon genom mer påkostad inredning med bland annat träpanel på instrumentpanelen och dubbla stötfångare fram.
I oktober samma år introducerades den långa sjusitsiga limousinen. Den såldes med dieselmotor som 220 D för taxibruk och med sexcylindrig bensinmotor som 230 för representationsändamål. Från augusti 1973 ersattes dieseln av den starkare 240 D.
I november 1968 presenterades den exklusiva coupé-versionen. Den såldes bara med de större 2,5- och 2,8-litersmotorerna med sex cylindrar.

### Bilder

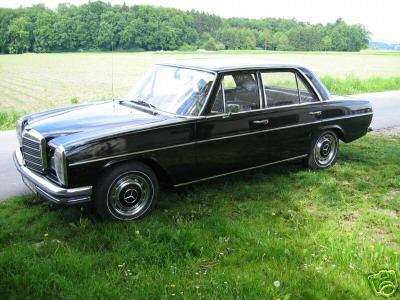
W114 sedan
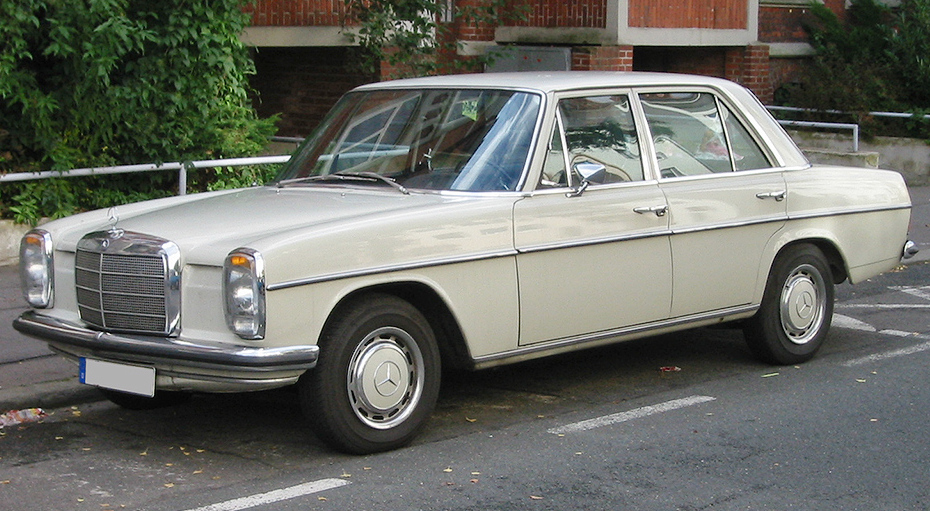
W115 sedan
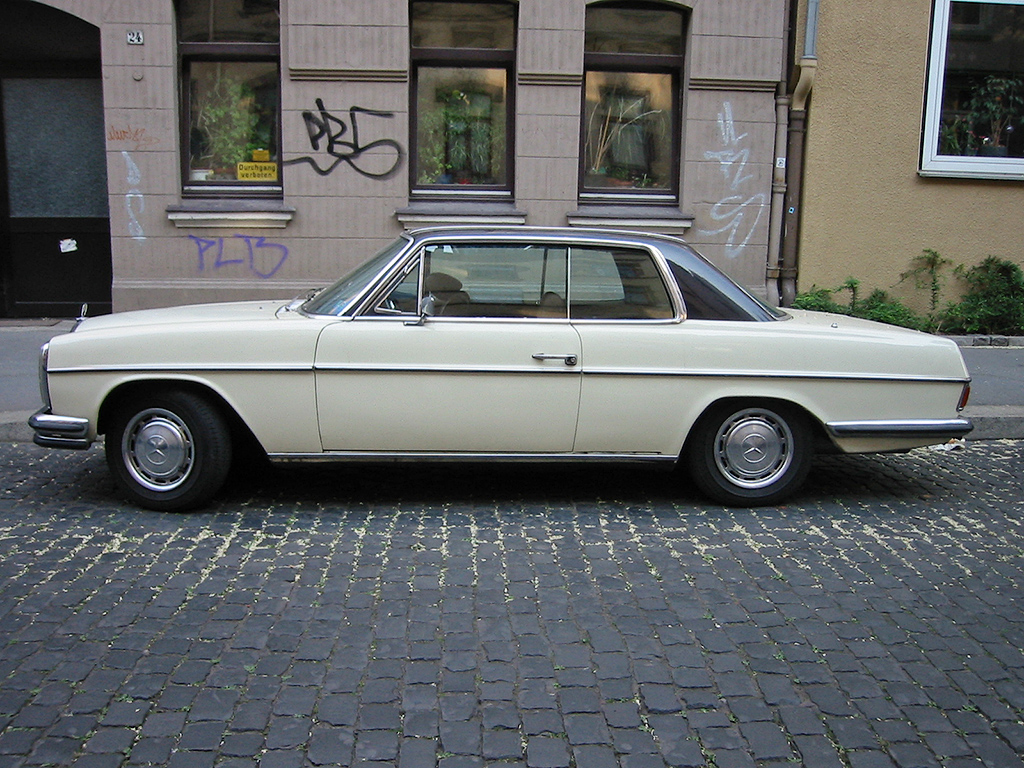
W114 coupé
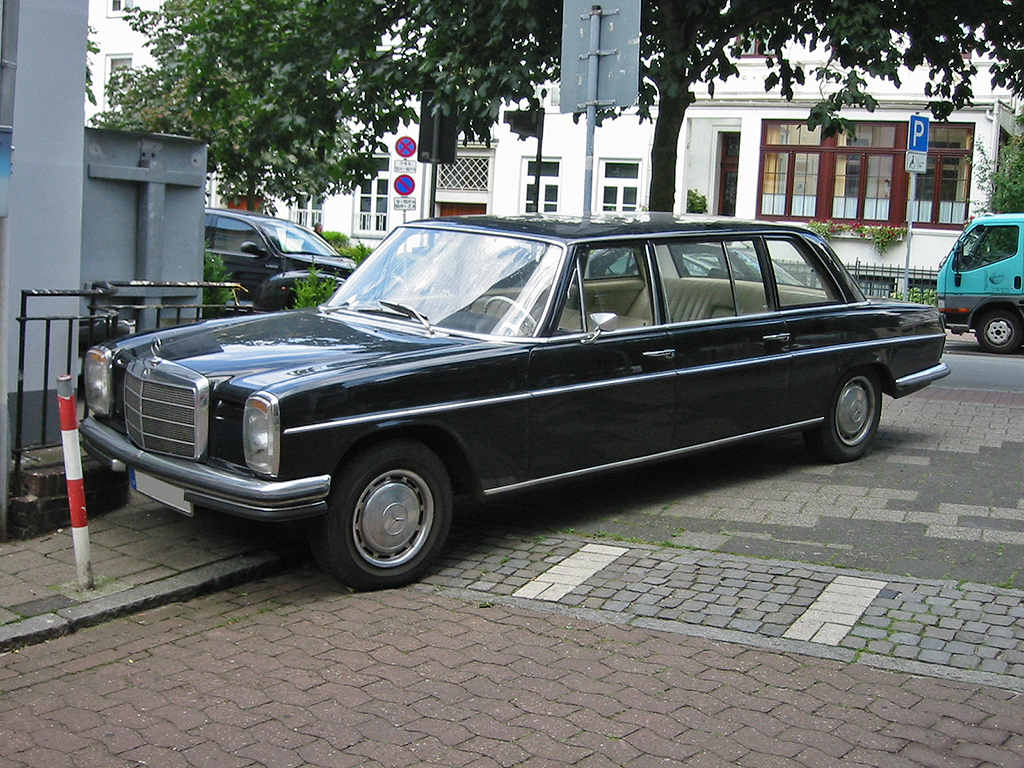
W115 7-sits

## Uppdateringar

### Serie 1
Efter introduktionen i januari 1968 infördes kontinuerligt små förbättringar. Våren 1970 infördes nackskydd, ny askkopp och textil- i stället för gummimattor. Från hösten samma år erbjöds en femväxlad växellåda till sexorna.

### Serie 1,5
I samband med introduktionen av 280-modellen i april 1972 uppgraderades inredningen över hela serien med bland annat rullbälten och ny ratt.

### Serie 2
I augusti 1973 gjordes en grundlig uppdatering av modellen, med ny front, nya bakljus, platta framljus och nya större backspeglar. Ventilationsrutorna försvann från framdörrarna. Motorprogrammet justerades enligt ovan och en ny automatlåda med momentomvandlare ersatte den tidigare varianten med hydraulisk koppling.